# Tiefenbach (bei Passau)

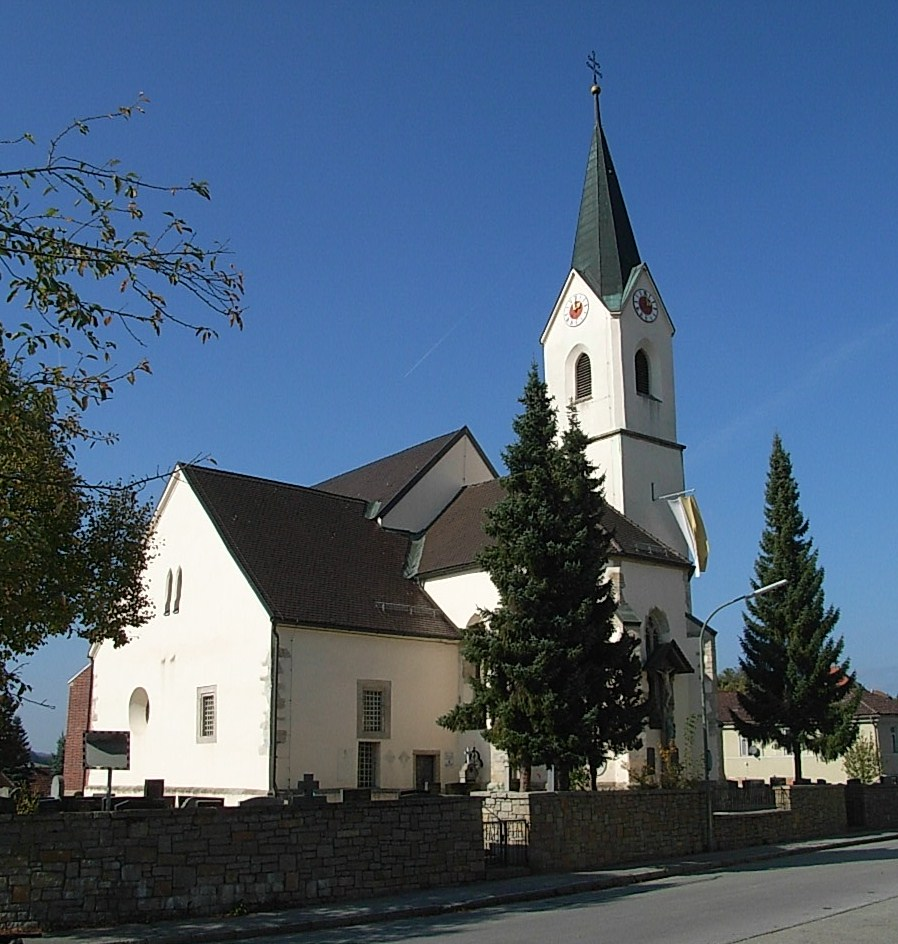
Die Pfarrkirche St. Margareta

Tiefenbach ist eine Gemeinde im niederbayerischen Landkreis Passau.

## Geografie

### Geografische Lage
Die Gemeinde liegt in der Region Donau-Wald, in einem der südlichsten Ausläufer des Bayerischen Waldes nordwestlich der Ilz und nördlich der Donau an der B 85. Tiefenbach befindet sich 9 km nördlich der Universitäts- und Dreiflüssestadt Passau. Nach Tittling sind es 15 km, bis Grafenau 32 km und zur Bundesautobahn 3 (Ausfahrt Passau-Nord) 7 km.

### Nachbargemeinden
- Windorf (Markt)
- Aicha vorm Wald (Gemeinde)
- Ruderting (Gemeinde)
- Salzweg (Gemeinde)
- Passau (Kreisfreie Stadt)

### Gemeindegliederung
Es gibt 78 Gemeindeteile:
- Allerting
- Alter Pfarrhof
- Antesberg
- Bäckerreut
- Boderding
- Brauchsdorf
- Buch
- Dornreut
- Eben
- Eckhof
- Epping
- Fatting
- Frauenmühle
- Gablöd
- Geferting
- Gerlesberg
- Gern
- Gotting
- Götzing
- Gramming
- Grubmühle
- Hafning
- Haidreuth
- Haselbach
- Haselham
- Haselmühle
- Hauzenberg
- Hirzing
- Hof
- Hörmannsberg
- Irring
- Kafferding
- Kiesling
- Kirchberg vorm Wald
- Kronreut
- Lapperding
- Leithen
- Lengfelden
- Lindach
- Lohhof
- Maierhof
- Mausmühle
- Mittermühl
- Moos
- Neuhaus
- Niedernhart
- Oberhaselbach
- Oberjacking
- Oberkaining
- Oberkogl
- Oberndorf
- Oberöd
- Ötzing
- Permeting
- Petermühl
- Prexlmühl
- Ranzing
- Rast
- Reisach
- Rettenberg
- Reut
- Ritzing
- Rötzing
- Schlott
- Schmidöd
- Schnelling
- Schwaiberg
- Seining
- Streicherberg
- Thal
- Thalham
- Tiefenbach
- Unterjacking
- Unterkaining
- Unterkogl
- Vollerding
- Weberreut
- Wilmerting

Es gibt die Gemarkungen Haselbach, Kirchberg und Tiefenbach.

## Geschichte

### Bis zur Gemeindegründung
Tiefenbach war schon früh im Besitz der Bischöfe von Passau, die es den Grafen von Hals und anderen Adelsfamilien als Lehen überließen. Die Familie Sünzl von Söldenau war seit 1613 mit der Hofmark Tiefenbach belehnt und auf Schloss Weideneck bei Tiefenbach ansässig. Der Inhaber war bis zum Verkauf der Hofmark durch Jakob Ferdinand Graf von Thun an den Bischof von Passau im Jahr 1690 Grund- und Niedergerichtsherr, Tiefenbach gehörte fortan zum Hochstift Passau. Mit dem Reichsdeputationshauptschluss von 1803 kam der Ort zu Bayern. Tiefenbach war einer der wenigen Teile des Hochstiftes, die bereits 1803 an Bayern fielen. Im Jahr 1818 entstand die politische Gemeinde.

### 19. Jahrhundert
Da die alte Kirche baufällig war, wurde von 1842 bis 1844 die heute vorhandene Kirche erbaut und am 12. Oktober 1848 zu Ehren der hl. Margaretha geweiht. 1855 zählte das Dorf außer der Pfarrkirche 16 Häuser.

### Eingemeindungen
Haselbach, Kirchberg und Tiefenbach waren von 1818 bis 1971/1972 selbstständige Gemeinden. Am 1. Januar 1972 wurde Haselbach in die Gemeinde Tiefenbach eingegliedert. Der größere Teil der Gemeinde Kirchberg kam am 1. Juli 1972 hinzu. Der Rest der Gemeinde Kirchberg mit dem Gemeindeteil Schalding links der Donau und dem Weiler Minihof (früher Mimming) wurde in die Stadt Passau eingemeindet und dort dem neu gebildeten Stadtteil Hacklberg zugeschlagen. Mit der Auflösung der Stadtteile der Stadt Passau zugunsten der aktuellen Bürgerversammlungsgebiete stellt Schalding links der Donau ein eigenes Bürgerversammlungsgebiet dar, welches von Hacklberg unabhängig ist.

### Einwohnerentwicklung
Im Zeitraum 1988 bis 2019 wuchs die Gemeinde von 5701 auf 6780 um 1071 Einwohner bzw. um 18,9 %.
| Jahr | Einwohner |
| ---- | --------- |
| 1961 | 3961      |
| 1970 | 4512      |
| 1987 | 5930      |
| 1991 | 6223      |
| 1995 | 6525      |
| 2000 | 6725      |
| 2005 | 6694      |
| 2010 | 6683      |
| 2015 | 6713      |
| 2017 | 6768      |
| 2018 | 6772      |
| 2019 | 6780      |
| 2020 | 6778      |
| 2021 | 6801      |

## Politik

### Gemeinderat
Bei den Kommunalwahlen 2020 ergab sich folgendes Ergebnis für den Gemeinderat (in Klammern Veränderung zu 2014):
- CSU: 32,8 % (−9,1), 7 Sitze (−1)
- FWG: 16,2 % (−2,9), 3 Sitze (−1)
- Bürgerliche Wähler Tiefenbach: 14,4 % (+0,1), 3 Sitze (±0)
- Grüne: 13,1 % (+3,0), 3 Sitze (+1)
- Unsere Zukunft – Denk mit! Mach mit!: 12,2 % (+12,2), 2 Sitze (+2)
- SPD: 11,3 % (−3,3), 2 Sitze (−1)

### Bürgermeister
Erster Bürgermeister war Georg Silbereisen (CSU), der bei der Kommunalwahl 2008 mit 65,32 % der gültigen Stimmen im ersten Wahlgang gewählt wurde.
Nachdem Georg Silbereisen (CSU) aus gesundheitlichen Gründen als Erster Bürgermeister zurückgetreten war, fand am 28. Oktober 2018 die Neuwahl statt, hierbei gewann Christian Fürst (CSU) knapp mit 53,52 % vor seinem Kontrahenten Walter Wagner (parteilos) die Bürgermeisterwahl.

### Wappen
| Wappen von Tiefenbach | Blasonierung: „Gespalten; vorne von Rot und Silber schräg geteilt, darauf ein Panter in verwechselten Farben; hinten in Silber über grünem Dreiberg drei grüne Tannen.“ |
| Wappen von Tiefenbach | Wappenführung seit 1974 |

## Kultur und Sehenswürdigkeiten
- In Haselbach befindet sich das Schloss Haselbach.
- Jackinger Linde in Oberjacking. Sie musste im Februar/März 2015 gefällt werden.[8]

## Wirtschaft und Infrastruktur

### Wirtschaft einschließlich Land- und Forstwirtschaft
Es gab 1363 sozialversicherungspflichtig Beschäftigte am Arbeitsort im Jahr 2017. Sozialversicherungspflichtig Beschäftigte mit Wohnort Tiefenbach gab es 2867. Damit hatte die Gemeinde um 1504 Personen mehr Aus- als Einpendler. 81 Einwohner waren arbeitslos.
2016 existierten 86 landwirtschaftliche Betriebe. Am 31. Dezember 2017 waren nach der amtlichen Flächenerhebung 2373 Hektar (47,7 %) der Gemeindefläche landwirtschaftlich genutzt, 1751 Hektar (35,2 %) waren Wald. Die Siedlungsfläche betrug 419 Hektar (8,4 %), für den Verkehr wurden 277 Hektar (5,6 %) genutzt.

### Verkehr
Die wichtigste Straße des Ortes ist die Bundesstraße 85 von Regen nach Passau.
Von 1890 bis 1982 gab es für den Gemeindeteil Unterjacking einen Haltepunkt an der Bahnstrecke Passau–Freyung. Danach wurde er bis 2002 nur noch von Sonderfahrten bedient. Seit dem 16. Juli 2011 wird dieser Haltepunkt im Rahmen des Freizeitverkehrsprojektes Donau-Moldau wieder an Samstagen, Sonntagen und Feiertagen im Sommerhalbjahr und zu Sonderfahrten ganzjährig angefahren.

### Bildung
Es gibt folgende Einrichtungen
- 3 Kindergärten: 207 Kindergartenplätze mit 173 Kindern, davon 29 unter drei Jahren (Stand: 2014)
- 2 Grundschulen mit insgesamt 16 hauptamtlichen Lehrkräften und 225 Schülern (Stand: 2020/2021)[9][10]
- 1 Mittelschule mit 21 hauptamtlichen Lehrkräften und 176 Schülern (Stand: 2020/2021)[11]

## Persönlichkeiten
- Paul von Stockbauer (* 30. September 1826 in Oberkogl, Tiefenbach; † 15. November 1893 in Passau), Jurist und Politiker
- Georg Höltl (* 31. Juli 1928 in Jacking, Tiefenbach; † 17. Oktober 2016 in Tittling), Unternehmer, Träger des Bundesverdienstkreuz am Bande und des Bayerischer Verdienstorden
- Florian Silbereisen (* 4. August 1981 in Tiefenbach), Fernsehmoderator, Schauspieler und Schlagersänger